# Kastanjebrun bamburåtta
Kastanjebrun bamburåtta (Cannomys badius) är en gnagare i familjen mullvadsråttor och den enda arten i sitt släkte.
Det vetenskapliga släktnamnet är bildat av latin canna (bladvass/bambu) och gammalgrekiska mys (mus). Artepitet är det latinska ordet för kastanjebrun.

## Utseende
Med en kroppslängd (huvud och bål) mellan 15 och 20 cm är djuret tydligt mindre än de egentliga bamburåttorna (Rhizomys). Därtill kommer en 6 till 7 cm lång svans. Angående kroppsbyggnaden påminner arten om kindpåsråttor (Geomyidae), den saknar däremot kindpåsarna. Pälsfärgen är inte bara kastanjebrun, den kan även vara ljusbrun eller gråaktig.

## Utbredning och habitat
Utbredningsområdet sträcker sig från Himalaya (Nepal) över Bangladesh, Myanmar, Thailand och Laos till norra Vietnam. Habitatet utgörs av skogar och landskap med täta buskansamlingar där det finns bambu. Den vandrar ibland till höga bergstrakter. Kastanjebrun bamburåtta förekommer på fält men inte i våta risodlingar.

## Ekologi
Individerna är främst aktiva tidigt på morgonen eller sent på kvällen. De bygger enkla tunnlar med en kammare vid slutet. Kastanjebrun bamburåtta gräver med sina kloförsedda fötter och med framtänderna. Den skapar flera tunnlar men bor vanligen bara i en av dem under en viss tid. Födan utgörs av unga skott och rötter från bambuväxter samt av gräs, frön, frukter och kvistar av andra växter.
Efter sex till sju veckors dräktighet föder honan en till fem ungar, oftast tvillingar. Ungarna utvecklas jämförelsevis långsamt. Därför lever arten länge jämförd med andra gnagare, i genomsnitt 3,3 år.

## Kastanjebrun bamburåtta och människor
Djuret jagas i sitt utbredningsområde för köttets skull. Individerna dödas även när de hittas på odlade områden då de betraktas som skadedjur. I vissa regioner kan arten därför bli sällsynt men i andra regioner lever ibland 400 individer på en hektar. IUCN listar arten som livskraftig (LC).